# Франк Уоткинс
Франк Уоткинс (роден на 19 февруари 1968 г.) е американски музикант, бас китарист. Познат е най-вече от участието си в Obituary. От 2007 г. до смъртта си е част от блек метъл бандата Gorgoroth.

## Биография
Франк Уоткинс започва да се занимава с музика на 12-годишна възраст. Започва професионалната си кариера през 1986 г., а през 1989 г. се присъединява към дет метъл групата Obituary. Основава мениджърска агенция Back From the Dead Productions през 2007 г. Целта е да се подпомагат млади групи. В края на 2007 г. става част от норвежката блек метъл група Gorgoroth, а през 2009 г. участва в записите на Quantos Possunt ad Satanitatem Trahunt. В интервю от 2009 г. Уоткинс обяснява, че псевдонима му Бьодел на норвежки език означава екзекутор.
Почива на 18 октомври 2015 г. от рак.

## Дискография

### Obituary
- Cause of Death – (1990)
- The End Complete – (1992)
- World Demise – (1994)
- Back from the Dead – (1997)
- Frozen in Time – (2005)
- Xecutioner's Return – (2007)
- Darkest Day – (2009)

### Gorgoroth
- Quantos Possunt ad Satanitatem Trahunt – (2009)
- Instinctus Bestialis – (2015)